# Mamusich Tibor
Mamusich Tibor (Szabadka, 1911. november 19. – Baja, 1999. október 22.) magyar olimpikon, evezős.

## Pályafutásai
Hungária Evezős Egylet (Népsziget) sportolójaként indult versenyein. Az Európa-bajnokságok egyik legeredményesebb versenyzője: 4-szeres aranyérmes, kétszeres ezüstérmes. 1933-1941 között 10-szer nyert magyar bajnokságot.

### Európa-bajnokság

#### Aranyérmes
- 1933 Győry Károly, Mamusich Tibor, kormányos: Goreczky László (kormányos kétevezős)
- 1934 Győry Károly, Mamusich Tibor, kormányos: Molnár László (kormányos kétevezős)
- 1934 Görk Gyula, Éden Vilmos, Jancsó Ferenc, Inotay Ákos, Pabsz Frigyes, Mamusich Tibor, Győry Károly, Szymiczek Alajos, kormányos: Molnár László (kormányos nyolcevezős)
- 1935 Győry Károly, Mamusich Tibor (kormányos nélküli kétevezős)

#### Ezüstérmes
- 1937 Szabó László, Bartók Ernő, Kapossy Imre, Szendey Antal, Alapy Gábor, Mamusich Tibor, Győry Károly, Bally Hugó, kormányos: Kereszthy Ervin (kormányos nyolcevezős)
- 1938 - Alapy Gábor, Bartók Ernő, Győry Károly, Kapossy Imre, Mamusich Tibor, Szabó László, Szendey Antal, kormányos: Kereszthy Ervin (kormányos nyolcevezős),

#### Olimpiai játékok
Az 1936. évi nyári olimpiai játékok evezős tornáján, a kormányos nélküli kettes osztályban, partnerével (Győry Károly) a 4. helyen végzett. A kormányos kettes középfutamában nem indultak el.

## Külső hivatkozások
- Mamusich Tibor. huszadikszazad.hu. (Hozzáférés: 2015. szeptember 26.)
- Mamusich Tibor. wordpress.com. (Hozzáférés: 2015. szeptember 26.)

1. 1 2  Tibor Mamusich (angol nyelven). sports-reference.com . (Hozzáférés: 2020. január 31.)
2. 1 2  Tibor Magosi (angol nyelven). World Rowing athlete database . (Hozzáférés: 2021. március 8.)